# Mutoscope
Le Mutoscope est l'un des premiers dispositifs cinématographiques. À l'instar du Kinétoscope de Thomas Edison, le public n'assiste pas collectivement à une projection sur grand écran mais visionne individuellement les films (ou à deux personnes à la fois). Cependant, c'est une machine meilleur marché et plus primitive que le Kinétoscope. 

## L'histoire de l'American Mutoscope Company
L'American Mutoscope Company est fondée en 1895 par quatre hommes qui se surnomment au début de leur association, le groupe K.M.C.D.. Pour le "K" : Elias Bernard Koopman, commercial. Pour le "M" : Harry Norton Marvin, autre financier. Pour le "C" : Herman Casler, inventeur, qui apporte avec lui un brevet déposé à son nom le 21 novembre 1894 d'un appareil prototype, le Mutoscope. Pour le "D" on retrouve celui qui était un peu plus tôt le bras droit de Thomas Edison et metteur au point de la première caméra de l'histoire du cinéma (le Kinétographe), et lui-même premier réalisateur du cinéma : William Kennedy Laurie Dickson  

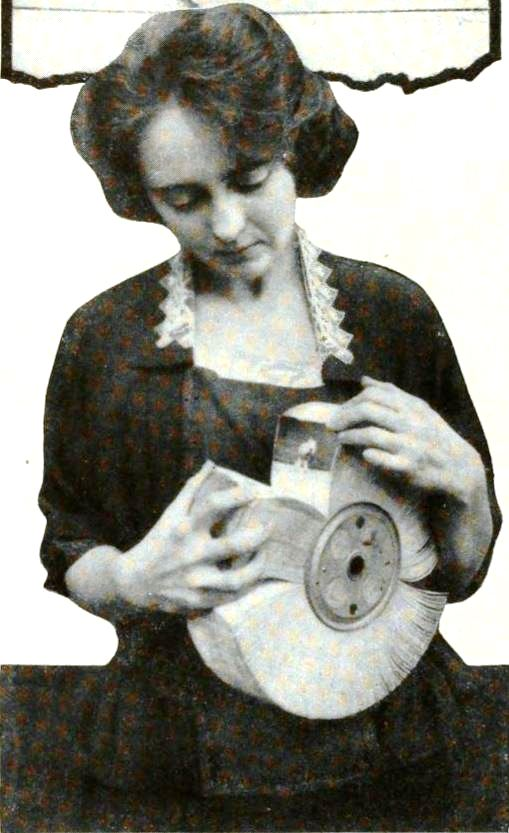
Manchon de mutoscope.

La machine de vision Mutoscope est en fait un simple folioscope de grande dimension. En revanche, ses photogrammes sont obtenus par une machine complexe, la caméra Mutagraphe, mise au point par Dickson. La machine ressemble au Kinétographe, mais utilise la pellicule Eastman de 70 mm de large d'où Edison et lui-même avaient tiré le 35 mm. Mû par un moteur électrique, le mécanisme intermittent entraîne la pellicule par friction car elle n'est dotée d'aucune perforations. Les photogrammes du Mutographe ont une surface quatre fois plus grande que ceux du 35 mm. Cette dimension permet ensuite de les tirer sur papier photographique fort avec une bonne qualité et de les rassembler dans l'ordre chronologique sous forme de manchon, comme un énorme Rolodex. Une bobine est composée d'environ 850 photographies qui donnent en visionnement une durée approximative d'une minute.

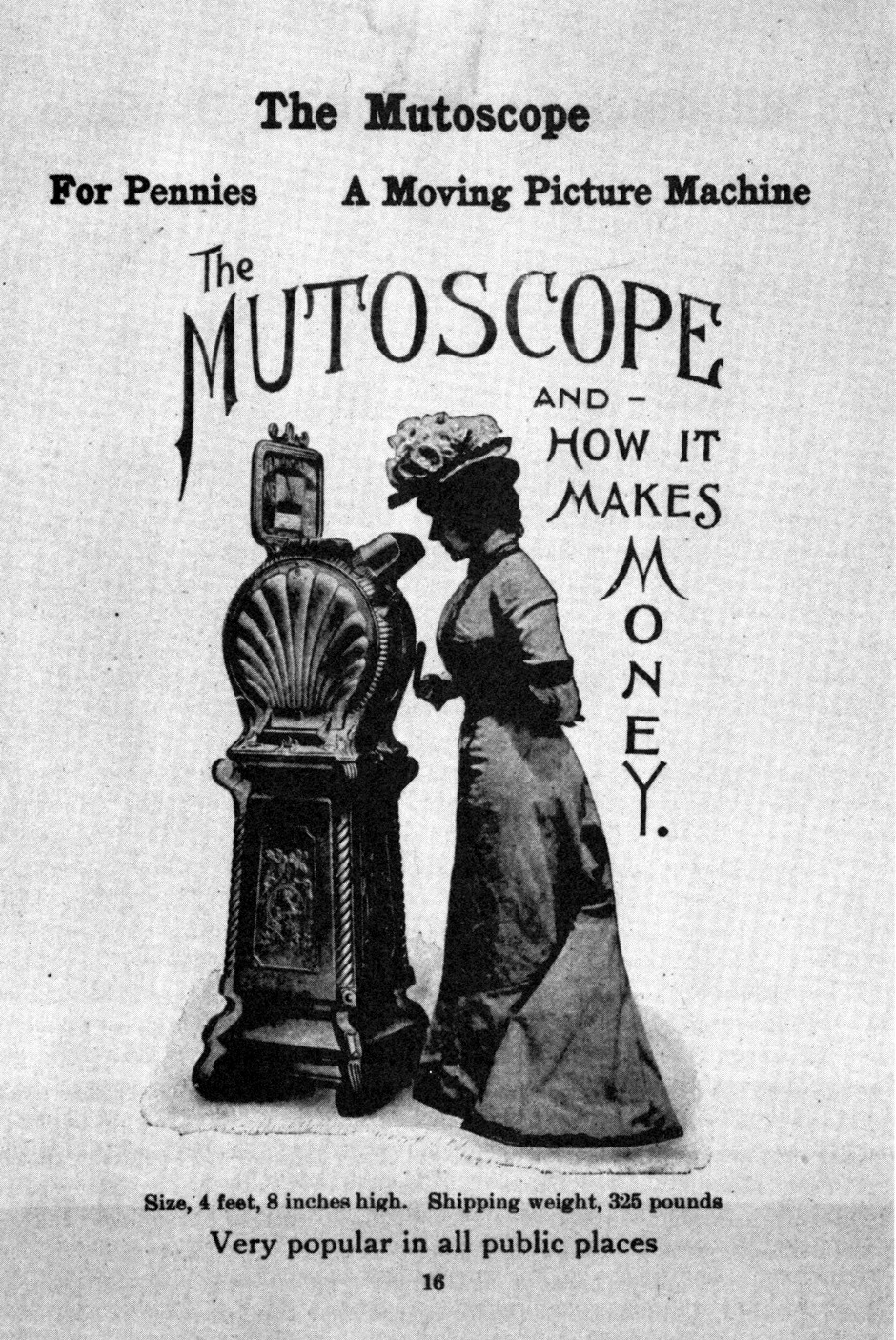
Mutoscope sur pied.

Les mutoscopes sont installés dans des salles spécialisées (Mutoscope Parlors) ou dans la rue en bornes isolées. Ils sont équipés d'un monnayeur. Après y avoir inséré une pièce, le client peut regarder le film par une fenêtre à lentille grossissante disposée en haut de la machine. Grâce à une manivelle, il peut contrôler la vitesse et le sens de défilement du film. 
Un mutoscope rapporte au moins 1 $ par jour, et bien placé, il peut engranger jusqu'à 5 $ journaliers.
Les mutoscopes sont initialement fabriqués entre 1895 et 1909, par la American Mutoscope and Biograph Company et ses filiales en Angleterre et Allemagne. En France, Léon Gaumont prend en charge dès 1897 la production d´un grand nombre d´appareils pour le marché européen. Dans les années 1920, le Mutoscope, que l'on pourrait aujourd'hui qualifier de vintage, est acheté par l’International Mutoscope Reel Company de William Rabkin qui l'exploite entre 1926 et 1949.

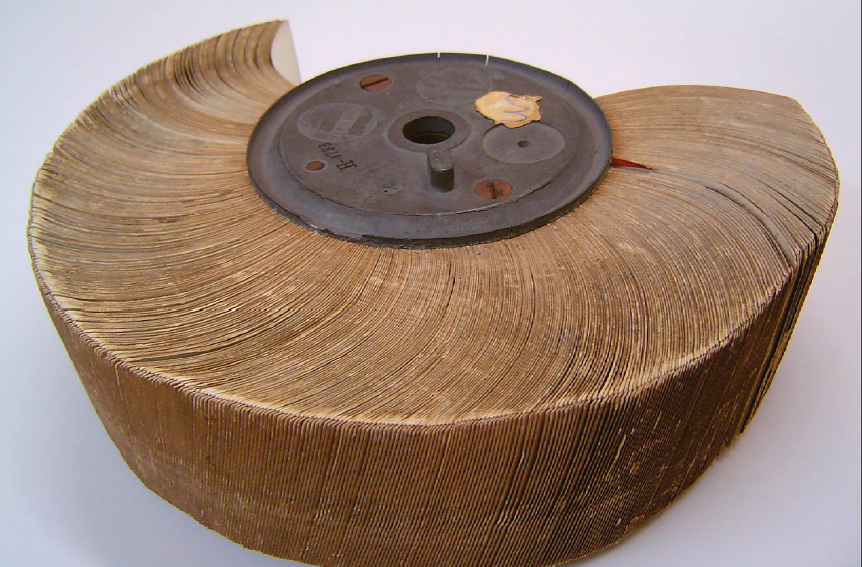
Rouleau de mutoscope.
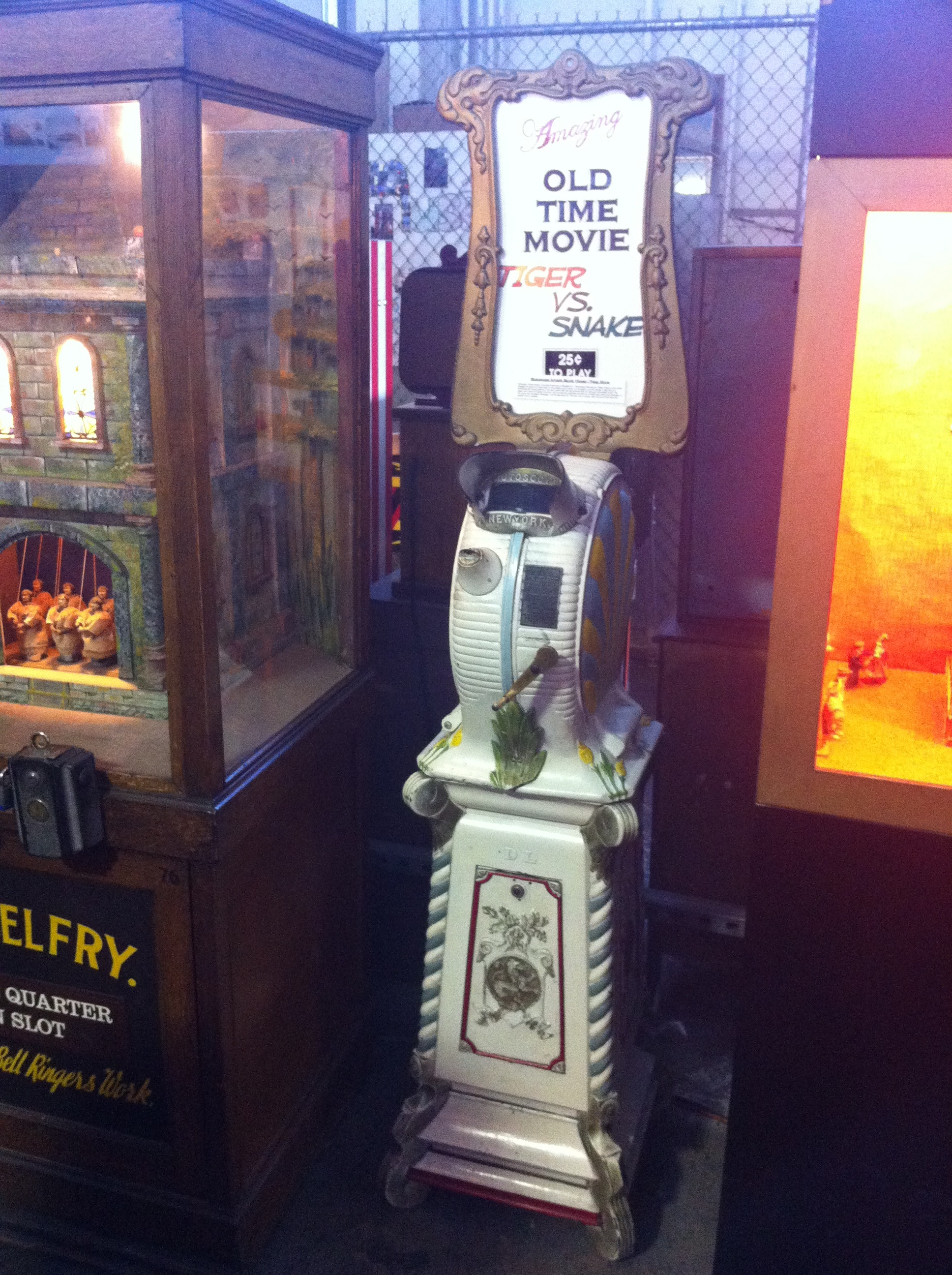
Mutoscope à San Francisco.
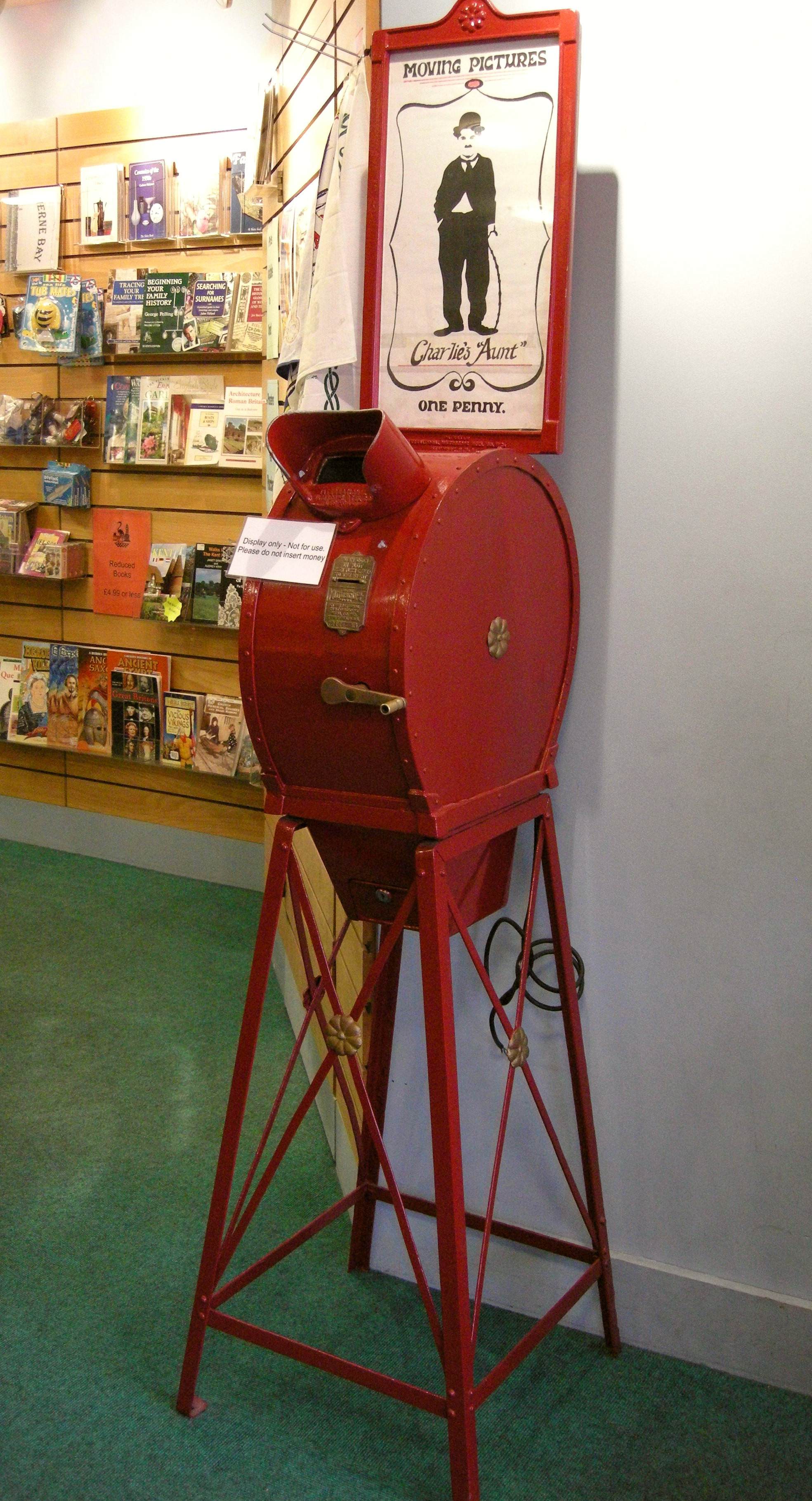
Mutoscope dans un musée à Herne Bay.
- Vidéo de mutoscope.